# Michel-Robert Penchaud

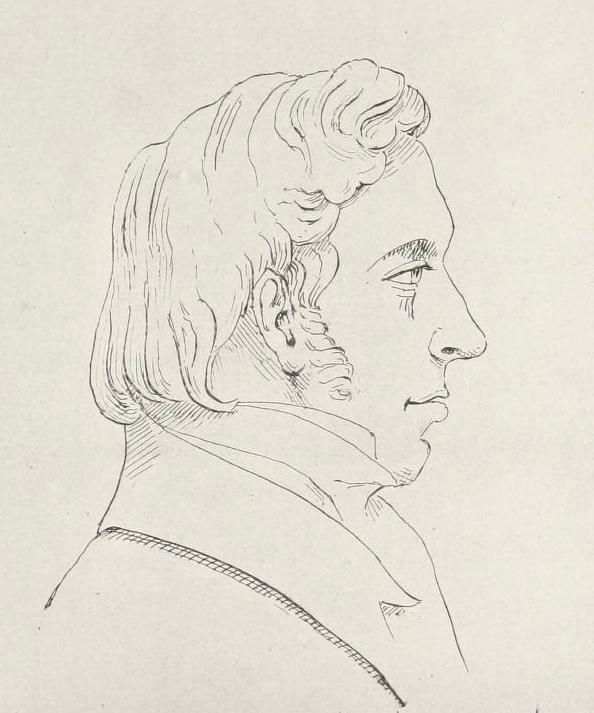
Michel-Robert Penchaud

Michel-Robert Penchaud (Lhommaizé bij Poitiers, 1772 – Marseille, 1833) was een Frans architect.
Hij begon zijn leerschool bij zijn vader, Robert-Louis Penchaud, die architect was in de provincie Poitou. Vervolgens monsterde hij aan bij het westelijke leger in 1793. Daarna vervolgde hij zijn architectuurstudie in 1796 in Parijs in het atelier van Percier en Fontaine.
Nadat hij enige tijd gewerkt had als ontwerper voor de burgerlijke bouwraad werd hij in 1803 in Marseille benoemd als stads-architect. Burgemeester d’Anthoine hield gedurende enkele jaren (1807-1812) meer van Michaud, een andere architect. Penchaud hervindt zijn positie enige tijd later. In dezelfde tijd vertrouwt prefect Thibaudeau hem de positie van architect voor het departement toe, een functie die hij bekleedt tot 1833. Hij is ook vanaf 1809 conservator van de antiquiteiten van het zuiden als architect-restaurateur en richt op verzoek van Quatremère de Quincy een nota op, waarin hij vraagt om een baan als ambtenaar om zich beter met deze taak bezig te kunnen houden.
Hoewel hij zeer gelieerd was aan het artistieke milieu in Parijs verloopt de gehele carrière van Penchaud in Marseille, waar hij zich bezighoudt met verschillende bouwopdrachten en waarvan de belangrijkste dateren uit de jaren van de Restauratie. Hij ontwierp het Paleis van Justitie en de gevangenis in Aix-en-Provence, de Arc de Triomphe van Marseille (1e steen in 1825, aan de toegangsweg naar Aix), het Hôpital Caroline op het eiland Ratonneau, de Protestantse tempel in Rue Gruignan in Marseille, de Église Saint-Martin in Saint-Rémy de Provence, het Paleis van Justitie van Draguignan alsook de gevangenissen van Orgon en Présentinen in Marseille. Bovendien twee grote onvoltooide projecten in Marseille: het Museum en het Krankzinnigengesticht.
Zijn oudste zoon Antoine-Xavier, die ook architect was, voerde de eerste projecten voor het Palais de la Bourse (Marseille) op de Canebière in 1841 uit. Zijn jongste zoon, Pierre-Charles was advocaat. Beiden woonden in Parijs.
Penchaud leidde een teruggetrokken leven, ver van de publiciteit. Hij spaarde medailles, was antiquair en als architect beïnvloed door de antieken zonder dat hij de antieke kunst imiteerde. Hij heeft twee leerlingen: Pascual Coste en Vincent Barral. Hij nam de eerste al heel jong in dienst als ontwerper en hielp hem om te worden aangenomen op de school voor schone kunsten in Parijs. De tweede assisteerde als opzichter en heeft na de dood van Penchaud de post van architect voor het bisdom bekleed.

## Bron
Dit artikel of een eerdere versie ervan is een (gedeeltelijke) vertaling van het artikel Michel-Robert Penchaud op de Franstalige Wikipedia, dat onder de licentie Creative Commons Naamsvermelding/Gelijk delen valt. Zie de bewerkingsgeschiedenis aldaar.
- Bibliothèque nationale de France: cb101855624 (data)
- International Standard Name Identifier: 0000 0004 5950 0421
- Library of Congress Control Number: nr2005016489
- Union List of Artist Names: 500006144
- Virtual International Authority File: 39333702
- WorldCat: E39PBJwmXg6VYmGbvwpJgktkDq